# Pasouan
 (juin 2021).
Les Paswan, également connus sous le nom de Dusadh, sont une communauté dalit de l'est de l'Inde. 
On les trouve principalement dans les états du Bihar, de l'Uttar Pradesh et du Jharkhand. Le mot ourdou Paswan signifie garde du corps ou « celui qui défend ». L'origine du mot, selon la croyance de la communauté, réside dans leur participation à la bataille contre Siraj-ud-daulah, le Nawab du Bengale à la demande de la Compagnie britannique des Indes orientales, après quoi ils ont été récompensés par le poste de Chowkidars et percepteur d'impôts brandissant des lathi pour les Zamindars. Ils suivent certains rituels comme marcher sur le feu pour affirmer leur valeur.

## Étymologie
Les Paswans revendiquent leur origine à partir d'un certain nombre de personnages folkloriques et épiques afin de rechercher l'élévation de leur statut social. Certains Paswan croient qu'ils sont issus de Rahu, un surhumain et l'une des planètes de la mythologie hindoue, tandis que d'autres prétendent leur origine de Dushasana, l'un des princes Kaurava. Les revendications concernant l'origine de « Gahlot Kshatriya » sont également persistantes parmi certains des hommes de caste, mais d'autres considèrent ces revendications avec dédain, car ils n'aiment pas être associés aux Rajputs. 
Il a également été soutenu par certains Bhumihars qu'ils sont les descendants de mariages croisés entre hommes et femmes de deux castes différentes. Cependant, la communauté Paswan rejette ces théories et soutient que l'origine du nom « Dusadh » réside dans Dusadh, qui signifie « difficile à vaincre ».

## Histoire
Ils ont été considérés comme une communauté intouchable. Au Bihar, ils sont principalement des ouvriers agricoles sans terre et ont toujours été des gardiens de village et des messagers. Avant 1900, ils élevaient également des porcs, en particulier dans l' Uttar Pradesh et le Bihar. Les Paswans défendent l'occupation de l'élevage de porcs en l'affirmant comme une stratégie pour contrer les musulmans. Ils affirment que, pour se protéger des musulmans, les filles paswanes portaient des amulettes en os de porc et gardaient des porcs à leur porte, étant donné l'animosité des musulmans envers les porcs. Étant donné que les Rajputs du Rajasthan élevaient aussi bien que chassaient des cochons sauvages, ce fait est utilisé par eux pour défendre cette occupation qui est corroborée par le fait qu'après la fin du système Zamindari, l'occupation traditionnelle de servir de garde ne pouvait plus assurer la subsistance des eux. 
Les Paswans ont également été historiquement associés à des activités martiales et beaucoup d'entre eux ont combattu au nom de la Compagnie des Indes orientales au XVIIIe siècle dans l'armée du Bengale. Le recensement de l'Inde de 2011 pour l'Uttar Pradesh a montré que la population de Paswan, qui est classée comme une caste répertoriée, était de 230 593. Le même recensement a montré une population de 4 945 165 au Bihar.
Le héros populaire des Paswans est Chauharmal. Dans le folklore de Paswan, l'histoire de Chauharmal et Reshma est bien connue. Reshma, la fille d'un puissant propriétaire terrien de Bhumihar, persuade Chauharmal de l'épouser contre la volonté de son père. Finalement, Chauharmal affronte le père de sa bien-aimée et le bat, symbolisant la victoire de la communauté sur leurs oppresseurs Bhumihar. D'autres versions du conte rejettent ce message stimulant en affirmant que Chauharmal est né dans une famille brahmane lors d'une naissance précédente tandis que Reshma est née en tant qu'épouse,.
En dehors de Chauharmal Baba, certains Dusadh vénèrent également Gauriya Baba. Ce héros folklorique selon leurs traditions orales est contemporain de la domination moghole en Inde. Selon les folklores, il montait à cheval et protégeait non seulement ses propres hommes de caste, mais aussi les autres hindous, y compris les Rajputs, des assauts des soldats moghols et des conversions forcées à l'islam. Baba avait l'habitude d'enterrer la tête de cochon devant sa maison qui était située à la périphérie du village. Comme les porcs étaient un anathème pour les musulmans, il protégeait le village des incursions des soldats moghols à majorité musulmane.